# Patrick McEleney
Patrick McEleney (Derry, 26 settembre 1992) è un calciatore nordirlandese naturalizzato irlandese, centrocampista del Derry City.

## Palmarès

### Competizioni nazionali
- First Division (Irlanda): 1

Derry City: 2010
- Coppa d'Irlanda: 3

Derry City: 2012
Dundalk: 2018, 2020
- Campionato irlandese: 3

Dundalk: 2016, 2018, 2019
- Coppa di Lega irlandese: 3

Derry City: 2011
Dundalk: 2017, 2019
- Supercoppa d'Irlanda: 1

Dundalk: 2019, 2021